# The Heart of the Matter
| Críticas profissionais | Críticas profissionais |
| Avaliações da crítica  | Avaliações da crítica  |
| Fonte                  | Avaliação              |
| ---------------------- | ---------------------- |
| Allmusic               | [ 1 ]                  |

The Heart of the Matter é o décimo terceiro álbum do cantor norte-americano Kenny Rogers, lançado em 1985 pela RCA Nashville. O álbum foi certificado de Ouro pela RIAA.

## Lista de faixas
1. "I Don't Wanna Have to Worry" (Steve Crossley, Michael Smotherman) (3:40)
2. "The Heart of the Matter" (Smotherman) (4:36)
3. "You Made Me Feel Love" (John Goin, Dave Loggins) (3:41)
4. "Morning Desire" (Loggins) (4:09)
5. "Don't Look in My Eyes" (Brian Potter, Frank Wildhorn) (3:34)
6. "The Best of Me" (David Foster, Jeremy Lubbock, Richard Marx) (4:01)
7. "Tomb of the Unknown Love" (Smotherman) (4:03)
8. "People in Love" (Mike Dekle, Byron Hill) (3:03)
9. "I Can't Believe Your Eyes" (Graham Lyle, Troy Seals) (3:02)
10. "Our Perfect Song" (David Briggs, Linda Thompson-Jenner) (4:01)